# Sčast'e moë
Sčast'e moë (in russo Счастье моё?; in ucraino Щастя моє?, Ščastja moje), noto anche col titolo internazionale di My Joy, è un film del 2010 diretto da Serhij Loznycja, al suo primo lungometraggio di finzione.
È stato il primo film ucraino ad essere presentato in concorso al Festival di Cannes.

## Produzione
Il film è stato girato in Ucraina con un budget di 1,5 milioni di euro finanziato a maggioranza tedesca.

## Accoglienza
In Russia, il film ha suscitato indignazione in quanto percepito come russofobico, oltre che per i contenuti espliciti: nella sua recensione, il quotidiano Izvestija l'ha definito "un insulto all'orgoglio nazionale, alla morale e al comune senso del pudore", mentre il regista Karen Šachnazarov ha dichiarato che dal film traspariva il desiderio di Loznycja di veder morti tutti i russi. Al contrario, il regista Andrej Zvjagincev l'ha definito uno dei migliori film in lingua russa del decennio.
In Occidente, l'accoglienza critica del film è stata unanimemente positiva.
Nel 2021 un sondaggio del Centro Nazionale Oleksandr Dovženko ha posizionato Sčast'e moë al 22º posto nella sua lista dei 100 migliori film nella storia del cinema ucraino.

## Riconoscimenti
- 2010 - Festival di Cannes
  - In concorso per la Palma d'oro
  - In concorso per la Caméra d'or
- 2010 - Tallinn Black Nights Film Festival
  - Gran premio della giuria